# Cilium perrieri
Cilium perrieri is een keversoort uit de familie boktorren (Cerambycidae). De wetenschappelijke naam van de soort is voor het eerst geldig gepubliceerd in 1898 door Fairmaire.